# Benedictus Fonthelius
Benedictus Fonthelius, död 1665, var en svensk präst.

## Biografi
Benedictus Fonthelius var son till kyrkoherden Andreas Benedicti Hegeslaus i Kättilstads församling och Anna Nilsdotter. Han blev i oktober 1626 student vid Uppsala universitet och prästvigdes 6 juli 1638. Fonthelius blev 1643 komminister i Söderköpings församling och 1649 kyrkoherde i Skällviks församling. Han avled 1665.

### Familj
Fonthelius gifte sig 3 januari 1661 med Ingäl Hansdotter (död 1668) från Kättsäter i Skärkinds socken. Hon var änka efter kyrkoherden Jonas Andreæ Hellagius i Tingstads församling. Fonthelius och Ingäl Hansdotter fick tillsammans dottern Anna Greta Fonthelius (1662–1728) som var gift med Gustav von der Hvyd.